# Bernart d'Auriac
Bernat d'Auriac o Bernart d'Auriac (fl. XIII secolo) è stato un trovatore minore, noto principalmente per avere iniziato un ciclo di cinque brevi sirventes nell'estate del 1285.
Secondo una rubrica del canzoniere in cui il ciclo si è conservato, Bernart era un mayestre de Bezers (maestro di Béziers). 

## Il ciclo deisirventes
Il ciclo dei sirventes venne scritto in risposta alla crociata aragonese e all'invasione francese della Spagna. La sua presa di posizione a favore dei francesi lo fanno risaltare come un esponente della scuola dei trovatori gallicizzati allora attivi a Béziers, tra cui Joan Esteve e Raimon Gaucelm. Il sirventes di Bernart sollecita una risposta da parte di Pietro III d'Aragona, il re che si difendeva dall'invasione francese, a favore del quale risponde con alcune coblas Peire Salvatge. Il vassallo di Pietro Roger-Bernard III de Foix, un nemico di vecchia data della corona francese, scrisse una risposta a Salvatge, mentre un anonimo contributore termina il ciclo.
Oltre al suo contributo al ciclo del 1285, Bernart ci ha lasciato tre componimenti poetici: due cansos e un altro sirventes. La canso Be volria de la mellor è una canzone religiosa dedicata alla Vergine Maria e modellata sul metro e sulla rima della canzone d'amore Ben volria ser d'amor di Rigaut de Berbezilh. L'altra sua canso si occupa dell'amor cortese. Il sirventes En Guillems Fabres, sap fargar è dedicato al suo amico e collega trovatore Guillem Fabre. 